# 88888
88888（八万八千八百八十八、はちまんはっせんはっぴゃくはちじゅうはち）は自然数、また整数において、88887の次で88889の前の数である。

## 性質
- 88888 は合成数であり、約数は1, 2, 4, 8, 41, 82, 164, 271, 328, 542, 1084, 2168, 11111, 22222, 44444, 88888である。
  - 約数の和は171360。
- 988番目の回文数である。1つ前は88788、次は88988。

## その他 88888 に関連すること
- 88888は、神聖なメッセージを伝えるエンジェルナンバーとして考えられている[1][2]。
- 88888は、ネット上などで相手のことを祝うときに使われることがある[3][4]。